# جيسيكا أشلي
جيسيكا أشلي (بالإنجليزية: Jessica Ashley)‏ هي مغنية وعازفة بيانو أمريكية، ولدت في 10 يوليو 1992 في كوينز في الولايات المتحدة.

## روابط خارجية
- جيسيكا أشلي على موقع ميوزك برينز (الإنجليزية)
- جيسيكا أشلي على موقع ديسكوغز (الإنجليزية)